# チア・シム
チア・シム（Chea Sim, 1932年11月15日 - 2015年6月8日）は、カンボジアの政治家。内戦時代は親ベトナム政権の国会議長、国家元首を務めた。内戦後、カンボジア王国元老院（上院）議長。カンボジア人民党議長（党首）。

## 経歴

### 革命闘争時代
チア・シムは1932年、フランス統治時代のカンボジア・スヴァイリエン州 Romeas Hek 郡の農家の三男として生まれた。子供の頃は地元の寺院学校に通い、まもなく出家して僧侶となり、仏教中学を卒業した。
1951年、クメール・イサラク運動に参加し、カンボジア独立の為に旧宗主国フランスと闘った。1954年のジュネーヴ協定による休戦後は、クメール人民革命党（後のクメール・ルージュ）に参加し、Ampil 村の党支部書記を務めた。1959年にはスヴァイリエン州の責任者となり、1966年には Kam Chay Mean 郡の党幹部となる。1970年、Po Near Krek 郡党書記。
「民主カンプチア」（クメール・ルージュ政権）成立後の1976年、東部地域第20地区党執行部委員。1978年、第20地区党書記に就任。
しかし、1978年からポル・ポト中央指導部による東部地域の粛清が本格化し、5月頃には精鋭軍を投入しての殲滅作戦が開始された。チア・シムはクメール・ルージュと決別し、ジャングルに潜伏してゲリラ戦で応戦したが、まもなくベトナムに逃れた。

### 親ベトナム政権の樹立
1978年12月2日、ヘン・サムリン、フン・センらとともに反ポル・ポト組織「カンプチア救国民族統一戦線」 (FUNSK) を創設し、中央委員会副議長に選出された。12月25日、FUNSK軍はベトナム軍とともにカンボジアに攻め入ると、クメール・ルージュ軍の抵抗はほとんどなく、翌1979年1月7日には首都プノンペンを陥落させた。同年1月、チア・シムは「再建」されたカンプチア人民革命党に参加し、1月8日には新たな政府機関「人民革命評議会」内務担当委員（内務大臣）に任命され、1月10日に「カンプチア人民共和国」の樹立を宣言した。
1981年5月1日の国民議会議員選挙においてプレイベン州から立候補し当選。同5月26日から29日のカンプチア人民革命党第4回党大会において政治局員に選出され、党内序列第4位となる。6月24日、第1期国民議会第1回会議が招集され、チア・シムは国民議会議長に選出され、以後1993年まで務めた。同年12月、FUNSK が「カンプチア国家建設・防衛統一戦線」に改組され、全国評議会議長に選出された。
1985年10月の第5回党大会において政治局員に再選出され、序列第2位に昇格。

### カンボジア和平
1980年代末より、反ベトナム勢力三派との和平交渉が本格化すると、政府・党におけるチア・シム率いる「保守派」と、フン・セン率いる「改革派」の対立が激化する。
しかし、チア・シムは1989年3月23日に憲法改正委員会委員長に任命されると、民族和解を進めるために、国家の社会主義的性格を払拭することに務めた。まず、国名を「カンプチア人民共和国」から「カンボジア国」に変更し、国旗・国歌も変更、仏教を国教とし、死刑制度を廃止した。憲法改正案は5月1日に可決し、5月5日に新憲法として公布された。
1991年10月17日、党中央委員会第14回総会において大幅な人事異動が行われ、チア・シムは中央委員会議長に選出され、党内序列第2位を維持した。第1位のヘン・サムリンは名誉議長の閑職に退き、対立する第3位フン・センも副議長に選出された。この人事は翌18日の臨時党大会で承認され、党は「カンボジア人民党」に改称されるとともに、複数政党制を採択した。チア・シムとフン・センがそろって党の最高幹部に就任したこの党人事は、次期総選挙に向けて支持基盤を固める作業に取り組み始めた表れと見られる。この直後の10月23日、カンボジア和平パリ協定が調印された。
1992年4月6日、カンボジアが統一されるまでの暫定国家元首として、国家評議会議長に就任。
1993年5月、パリ和平協定に基づき国連PKO監視下で憲法制定議会選挙が行われ、チア・シムはプノンペン市選挙区から立候補した。同年6月10日に当選確定。6月14日、憲法制定議会が招集され、第一副議長に選出された。また同日、議会はノロドム・シハヌークに全権を付与し、チア・シムは国家評議会議長を退任した。

### カンボジア王国成立後
1993年9月24日、新憲法の発効によりカンボジアは立憲王制となり、憲法制定議会は国民議会に移行。同年10月25日、チア・シムはカンボジア王国初代の国民議会議長に選出された。
1997年7月、フン・セン第二首相が武力クーデターを起こし、フンシンペックのノロドム・ラナリット第一首相を追放すると、これを支持。同年8月7日、国家元首代行としてウン・フオトを第一首相に任命する勅令に署名した。
1998年7月の国民議会選挙においてプノンペン特別市選挙区より立候補し当選、9月24日に議員に就任した。しかし、人民党とフンシンペックの連立協議の結果、国民議会議長職はラナリットに譲り、チア・シムは新設される上院の議長に内定した。
1999年3月12日、シハヌーク国王により元老院（上院）議長に任命され、25日の発足で正式に就任した。
2004年7月、首相選出に関わる憲法改正を巡り、シハヌーク国王が署名を拒否したため、国家元首代行たる元老院議長チア・シムに判断が委ねられた。しかし、彼も署名を拒否し、「病気治療」を理由にタイに出国する騒動となった。この際、フン・セン首相との対立が噂されたが、まもなく帰国した。
同年10月、シハヌーク国王が退位を表明すると、元老院議長として王位継承評議会を招集し、10月14日全会一致でノロドム・シハモニを新国王に選出した。しかしこの王位継承は、シハヌーク国王の憲法規定を超えた要請と、フン・セン首相の政治的判断によるものであり、共和制派のチア・シムは不満を募らせていたとされる。
2006年1月、第1回元老院選挙において、当選。3月20日、第1回会議で元老院議長に再選出された。
2015年6月8日、病気のためプノンペンの自宅で死去。82歳没。

## 顕彰
- 1993年11月9日 - シハヌーク国王より「サムダッチ」(Samdech) の称号を授与。
- 1998年3月2日 - 南カリフォルニア大学より名誉博士号を授与。
- 2007年 - シハモニ国王より Samdech Akka Moha Thomak Pothisal の称号を授与。
- 2009年12月21日 - シハモニ国王より「カンボジア王国軍上級大将」 (5 Star General) の位を授与[16][17]。
- 2013年11月3日 - 日本国より旭日大綬章を受章[18]

## 家族
1955年、Nhem Soeun と結婚し、3人の息子と3人の娘をもうけた。